# ドリュアース
ドリュアース (古希: Δρύας, Dryās) は、ギリシア神話に登場する男性名である。
以下の人物がドリュアースとして登場する。
- トラーキア王リュクールゴスの父で、ヒッポロコスの子。
- リュクールゴスの子で、上記のドリュアースの孫。
- アイギュプトスの子。
- アレースの子。カリュドーンの猪狩りに参加。
- アレースの子でテーレウスの兄弟。上記のアレースの子ドリュアースとの関係は不明で、同一人物説もある。テーレウスが殺そうとした。
- ケンタウロスの1人。ペイリトオスの結婚の宴に参加。